# 遊子川村
遊子川村（ゆすかわむら）は、1954年（昭和29年）まで愛媛県東宇和郡にあった村であり、現在の西予市の東部、肱川の支流の一つ黒瀬川から分岐する野井川流域の山村で、高知県境と接する山村である。昭和の合併でいったん黒瀬川村、のちに改名・町制施行し城川町、さらに平成の合併で西予市となり、現在に至っている。

## 地理
現在の西予市の東部。野井川流域。野井川は高知県との境、雨包山南麓に源流を発し、野井川集落を西流し、遊子谷を経て土居村大字嘉喜尾字辰の口で黒瀬川に合流する。北西と南東とは600m級の山々で隔てられた山村である。
地名（村名）の由来
　明治の合併の際に、遊子谷（ゆすたに）と野井川（のいがわ）から各1字をとって名付けられた。

## 歴史
藩政期
- 宇和島藩領。山奥組柳郷に属する。
- 1788年（天明8年） - 遊子谷村農民100名余が大洲藩領の宇和川村へ逃散。同年11月帰村したが頭取は流罪に。
幕末から明治にかけてこの村を含む宇和島藩領の山間部では農民騒動が頻発した。

明治以降
- 1872年（明治5年） - 遊子谷村に白岩学校開設。

遊子川村成立後
- 1889年（明治22年） 12月15日 - 町村制・市制施行時に、遊子谷（ゆすたに）と野井川（のいがわ）の2箇村の合併により遊子川村となる。
- 1954年（昭和30年）3月31日 - 土居村ほか3箇村との合併により黒瀬川村となる。
- 1959年（昭和34年）4月1日 - 黒瀬川村が町制施行、改称し城川町となる。
- 1980年（昭和55年） - 遊子川小学校野井川分校廃校。
- 2004年（平成16年）4月1日 - 城川町が明浜町・宇和町・野村町・三瓶町と合併して西予市となる。

```
遊子川村の系譜
（町村制実施以前の村）（明治期）　　　　　　　（昭和の合併）　　　　　　　　　　　　（平成の合併）
　　　　　　　　　　町村制施行時
遊子谷━━━━┓
　　　　　　　┣━━━遊子川村━━━━━━━┓
野井川━━━━┛　　　　　　　　　　　　　　┃昭和29年3月31日　昭和34年4月1日
　　　　　　　　　　　　　　　　　　　　　　┃　　合併　　　　　　町制施行
　　　　　　　　　　　　土居村━━━━━━━╋━黒瀬川村━━━━━城川町━━━━━┓
　　　　　　　　　　　　高川村━━━━━━━┫　　　　　　　　　　　　　　　　　　┃
　　　　　　　　　　　　魚成村━━━━━━━┛　　　　　　　　　　　　　　　　　　┃平成16年4月1日
　　　　　　　　　　　　　　　　　　　　　　　　　　　　　　　　　　　　　　　　　┣西予市
　　　　　　　　　　　　　　　　　　　　　　　　　　　　　　　　　明浜町━━━━━┫
　　　　　　　　　　　　　　　　　　　　　　　　　　　　　　　　　宇和町━━━━━┫
　　　　　　　　　　　　　　　　　　　　　　　　　　　　　　　　　野村町━━━━━┫
　　　　　　　　　　　　　　　　　　　　　　　　　　　　　　　　　三瓶町━━━━━┛

（注記）土居村等の旧村の合併前の状況、及び明浜町以下の昭和の合併以前の系譜はそれぞれの記事を参照のこと。

```

## 地域
明治の町村制施行以前の旧村である遊子谷村、野井川村の2箇村がそのまま遊子川村の大字となり、当該大字名は黒瀬川村、城川町にも継承された。西予市に編入されてからの住所表記は「大字」を省く（例: 西予市城川町遊子谷）。
集落は上流側から、野井川、遊子谷と位置する。

## 行政
役場
大字遊子谷に置かれていた。

## 産業
農業
米、大豆、いも類、桑、麻、綿、漆、茶、楮、薪、木炭などを産した。

## 交通
村内には鉄道はない。かつては野井川まで国鉄バスの運行が行なわれていた。